# Rudolf Geisler-Moroder
Rudolf Geisler-Moroder (* 26. Oktober 1919 in Mayrhofen als Rudolf Geisler; † 4. März 2001 in Elbigenalp) war ein österreichischer Holzbildhauer und langjähriger Leiter der Schnitzschule Elbigenalp.

## Leben

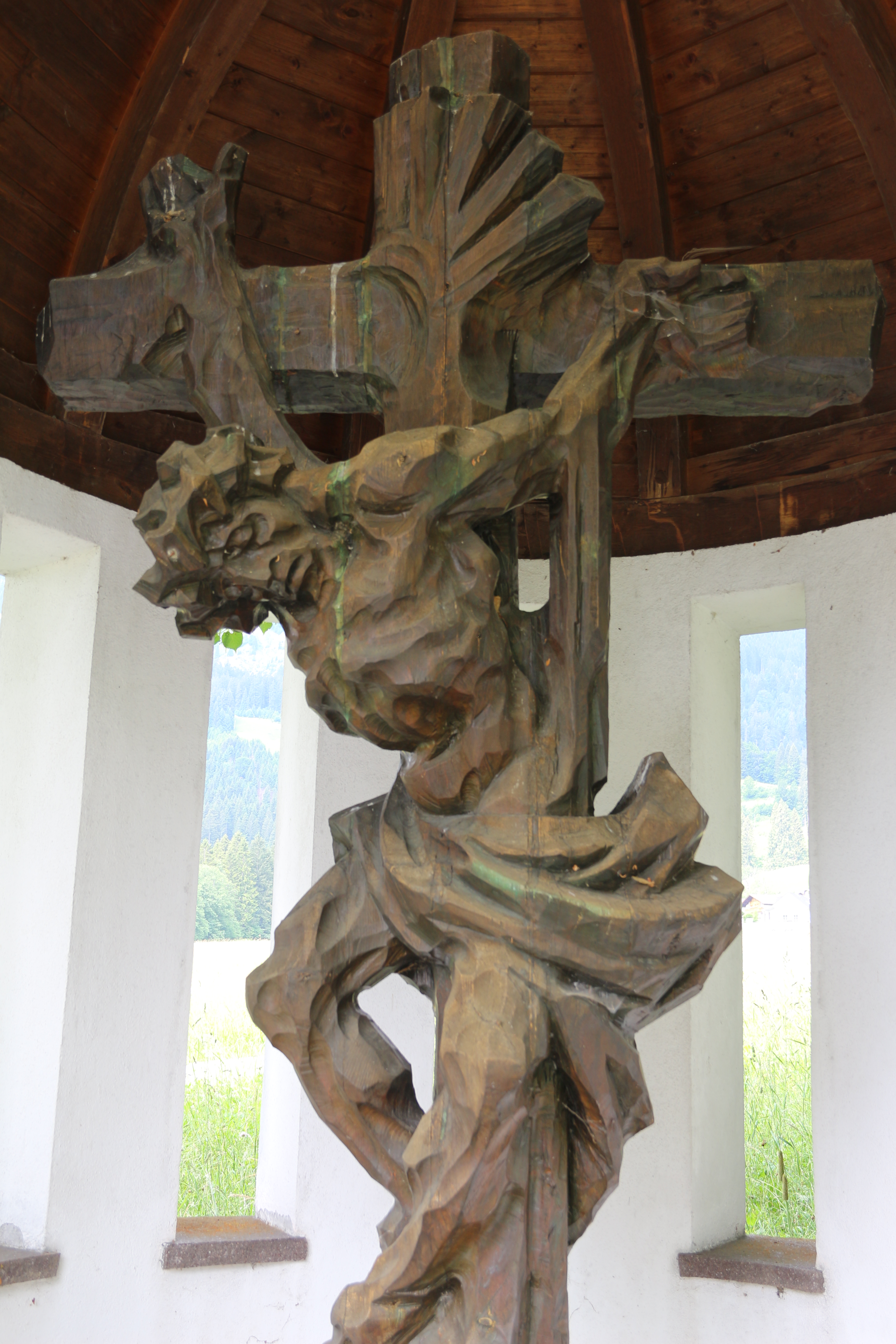
Kruzifix, Friedhof Wängle

Rudolf Geisler beschäftigte sich schon als Kind mit dem Schnitzen und begann 1935 eine Lehre in der Bildhauerwerkstatt von Otto Moroder in Mayrhofen. Nach dem Tod seiner Mutter im Jahr 1936 nahm ihn Otto Moroder in seine Familie auf. 1938/39 legte er die Holzbildhauer-Gesellenprüfung ab und musste anschließend von 1940 bis 1945 Kriegsdienst leisten. Nach der Rückkehr aus der Kriegsgefangenschaft setzte er seine Ausbildung fort und legte 1949 die Holzbildhauer-Meisterprüfung ab.
1951 begann Rudolf Geisler-Moroder im Auftrag der Tiroler Landesregierung mit dem Aufbau eine Werkstätte für Heimindustrie im Schnitzen von Gebrauchsgegenständen in Elbigenalp. Schon bald entwickelte er daraus eine Schule für Holzbildhauerei, die als Schnitzschule Elbigenalp überregional bekannt wurde. 1958 gründete er auf Wunsch der Landesregierung einen privaten Holzbildhauerbetrieb, um die ausgebildeten Schnitzer zu beschäftigen.
Nach 33 Jahren als Leiter der Schnitzschule ging Geisler-Moroder 1984 in den Ruhestand, blieb aber als freischaffender Bildhauer weiterhin künstlerisch tätig. 1990 verlieh ihm Bundespräsident Kurt Waldheim den Berufstitel Professor.
Geisler-Moroder schuf vor allem Kleinplastiken wie Genrefiguren oder Krippen, aber auch Kruzifixe und andere Skulpturen.

## Werke
- Madonna über dem Altar, Herz-Mariä-Kirche auf der Tränke, Reutte[2]
- Kruzifix, Kriegergedächtniskapelle Elbigenalp, 1965[3]
- Tabernakel, Pfarrkirche Elbigenalp, 1968/69
- Kruzifix, Waldfriedhof Wängle, 1976[4]
- Metallrelief mit Symbolisierung des Genossenschaftsgedankens, Raiffeisenkasse in Bach, heute an der Wunderkammer Elbigenalp, 1978/79[5]
- Wegkreuz beim Tiroler Hof, Ehrwald, 1983[6]
- Friedhofskreuz, Friedhof Söll, 1985[7]